# Раковий кластер
Раковий кластер — це статистична аномалія, при якій велика кількість випадків раку виникає у групи людей у певній географічній області протягом обмеженого періоду часу.
Історичні приклади ракових кластерів, пов'язаних з місцем роботи, добре задокументовані в медичній літературі. Помітні приклади: рак калитки серед сажотрусів у Лондоні 18 століття; остеосаркома серед «радієвих дівчат» у 20 столітті; рак шкіри у фермерів; рак сечового міхура у працівників, які працюють з аніліновими сполуками (переважно барвниками); лейкемія та лімфома у хімічних працівників, які зазнали впливу бензолу .
Підозри щодо ракового кластеру, як правило, виникають, коли представники широкої громадськості повідомляють, що у членів їх сім'ї, друзів, сусідів або співробітників діагностовано такий самий або пов'язаний з їхнім тип раку. У розвинених країнах державні або місцеві департаменти охорони здоров'я вивчають можливість наявності ракового кластеру під час подання претензії. Для розслідування таких заяв департаменти охорони здоров'я проводять попередній огляд. Збираються та перевіряються дані щодо: типів раку, про які повідомляється, кількості випадків, географічної області випадків та клінічних історій пацієнтів. На цьому етапі комітет медичних працівників вивчає дані та визначає, чи є виправданим розслідування (часто тривале та дороге).
У США державні та місцеві управління охорони здоров'я щороку відповідають на понад 1 000 запитів щодо підозр на раковий кластер. Не виключено, що така підозра може бути пов'язана лише з випадковістю; досліджуються лише ті кластери, де рівень захворюваності, статистично значуще перевищує рівень захворюваності загальної популяції. Враховуючи кількість запитів, цілком ймовірно, що багато з них пов'язані лише з випадковістю. Це добре відома проблема інтерпретації даних, коли окремі випадки раку можуть утворювати скупчення, які неправильно трактуються як кластери.
Повідомлення про кластери рідше бувають випадковим, якщо має місце один типу раку, рідкісні типи раку або тип раку, який зазвичай не зустрічається у певній віковій групі. Від 5 % до 15 % підозр на ракові кластери є статистично значущими .

## Приклади

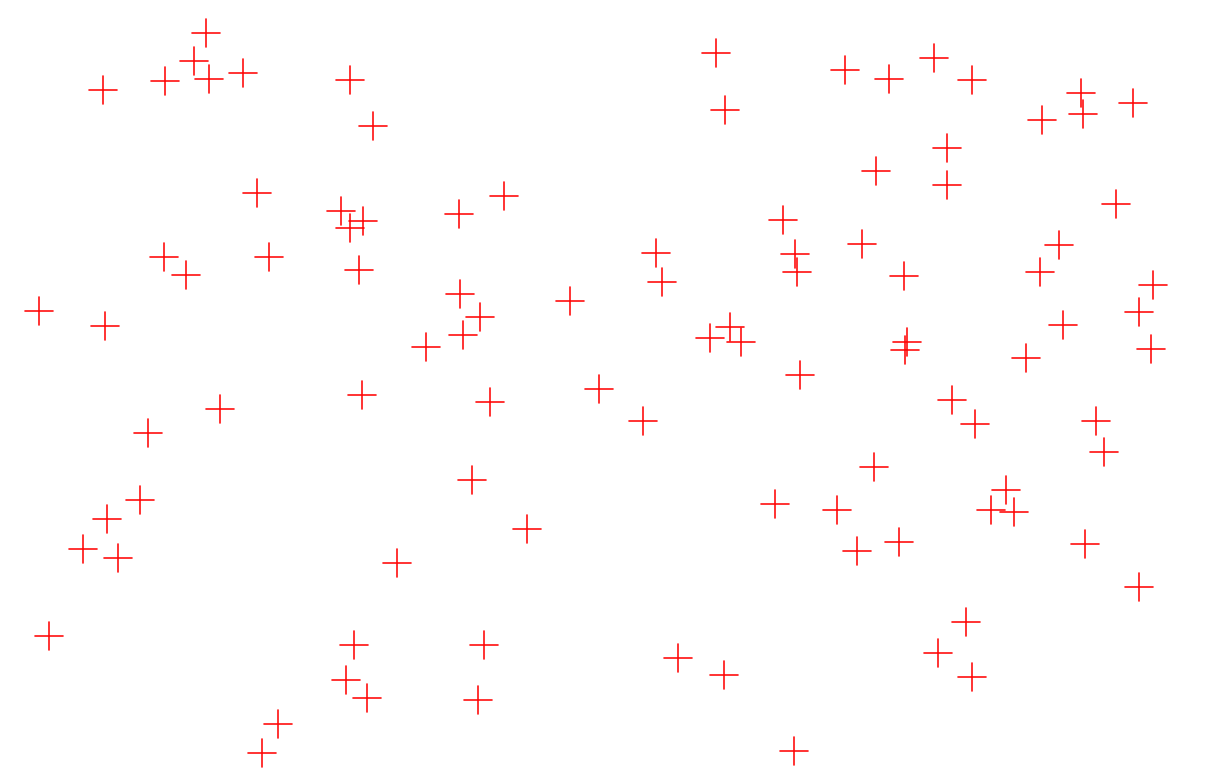
Статистики, які вивчають дані щодо кластерів раку, повинні остерігатися випадкових збігів, які, здається, складають палітру. У цьому випадково сформованому графіку розсіювання, здається, існують дуги та візерунки, які утворилися лише за збігом обставин.

До деяких з відомих ракових кластерів належать:
- Щонайменше 700 випадків одноклітинної карциноми, спричиненої пренатальним впливом діетилстильбестролу в США в середині 1900-х років.[6]
- Інцидент із забрудненням води в таборі Лежен, в якому в питній воді було виявлено багато хімічних речовин. Цент з контролю захворювань виявив, що морські піхотинці, розташовані на цій базі, мали на 10 % вищий рівень смертності від раку, ніж ті, які перебували в інших місцях.